# Vitrea striata
Vitrea striata é uma espécie de gastrópode da família Zonitidae.
É endémica de Espanha.